# Museo della statuaria preistorica in Sardegna
Il Menhir Museum, Museo della Statuaria Preistorica Sarda, sito in Palazzo Aymerich nel comune di Laconi, è un museo che contiene una collezione di statue stele, rinvenute nel territorio di Laconi, con il primo ritrovamento nel 1969.

## Storia di Palazzo Aymerich
Gli Aymerich, giunti in Sardegna nel 1323 a seguito dell'infante Alfonso D'Aragona, per conquistare l'Isola, hanno avuto un ruolo di preminenza nella storia locale, moderna e contemporanea, determinando spesso le alterne vicende che animarono questo territorio per 500 anni.
Inaugurato nel 1846 come residenza rurale dei marchesi di Laconi, il Palazzo è un esempio di stile neoclassico, frutto del progetto ottocentesco di Gaetano Cima, architetto cagliaritano a cui si deve la realizzazione del corpo nobile, della facciata dell'edificio e della cappella palatina. Il corpo principale dell’edificio si sviluppa su 3 piani ed è contraddistinto dalla facciata principale, in tipico stile neoclassico, scandita da finestre e balconcini.
All’interno, nel “piano nobile” destinato fin dalle origini ad ambiente di rappresentanza, sono ancora visibili carte da parati d’epoca, realizzate dalla tipografia francese Maison Dufour.
La superficie complessiva dello stabile è di oltre 5.000 metri quadrati, funzionale allo svolgimento di tutte le attività di conservazione e trasformazione delle derrate alimentari provenienti dai possedimenti agricoli e dagli allevamenti del territorio.

## Storia del Museo
Nel 1969 il professore Enrico Atzeni scoprì la prima statua menhir sarda (Genna Arrele I).
L'istituzione museale, inaugurata nel novembre del 1996 nei locali dell'Ottocentesco Palazzo Municipale, dava spazio all'esposizione di 40 statue stele provenienti dalle campagne di Laconi.
Dopo l'acquisto del Palazzo Aymerich da parte del Comune di Laconi e il successivo restauro, nel 2010 viene inaugurata la nuova sede museale, che comprende oltre alle statue menhir di Laconi, statue provenienti dai territori di Villa Sant'Antonio, Allai e Samugheo.

## Esposizione museale
L'esposizione museale si articola su tre livelli e undici sale all'interno del Palazzo Aymerich. 
Al piano terra si trova una prima esposizione di statue menhir, la riproduzione di una cava per la creazione delle statue e la restaurata Cappella Gentilizia della famiglia Aymerich. La visita prosegue per le corti esterne della dimora, per poi continuare nelle sale del secondo piano, dove sono esposte le restanti statue menhir del territorio e una collezione di manufatti, parte del corredo funerario di alcune sepolture del Neolitico e della prima età dei metalli, pertinenti allo stesso contesto di rinvenimento delle statue menhir.
Al primo piano , denominato piano nobile, vi sono le carte da parati ottocentesche della manifattura Joseph Dufour. Le restanti sale di questo livello sono sede di mostre temporanee.
- I menhir di Laconi: La scoperta delle statue menhir di Laconi prende avvio nel 1969, quando venne rinvenuta in località Genna Arréle, la prima statua menhir, la quale "giaceva isolata sul ciglio alla destra della stradetta di penetrazione agraria, al margine di un terreno incolto." (Enrico Atzeni, 1973) Località come Genna Arréle, Perda Iddocca, Barrili, Palas De Nuraxi, Piscina 'e Sali, Bau Carradore, Nuraxi Orrùbiu, fanno ormai parte della sontuosa letteratura archeologica. Della nuova esposizione museale fanno parte 44 statue menhir, provenienti da diversi territori del paese.
- La cappella gentilizia: La cappella di Palazzo Aymerich è una delle poche Cappelle Gentilizie di stile Neoclassico in Sardegna rimaste inalterate. Mostra all’interno pianta ottagonale: uno spazio raccolto, scandito da colonne scanalate in stucco e dipinte, bipartito in altezza da una cornice marcapiano a ovoli in forte aggetto; spazio consono alla sua funzione di luogo di preghiera e di riti religiosi. Si conserva in buone condizioni l'altare ligneo, orfano delle tre statue di proprietà della famiglia che lo decoravano.
- Le Vetrine: I reperti custoditi nelle teche provengono da alcuni siti del territorio di Laconi, a carattere funerario, in particolare dalla necropoli di Pranu 'e Arranas dal Dolmen di Corte Noa e dalla tomba a circolo di Masone 'e Perdu. Abbracciano un arco temporale che dalla prima età dei metalli giunge fino alle fasi arcaiche dell'età del bronzo antico. Un'epoca compresa tra il 2700 e il 1800 a.C. I reperti esposti comprendono vari archi temporali e toccano varie culture, dalla cultura di Abealzu-Filigosa, Campaniforme e Bonnanaro.
- I menhir del territorio: Le tre statue di Allai appartengono a un più cospicuo gruppo di statue menhir provenienti da Pranu Orisa. Gli esemplari di Allai mostrano tre diverse tipologie di forma. A Samugheo, in località Paule Lutùrru e Cuccuru De Lai, le stele sono state rinvenute in frammenti e in giacitura secondaria in un muretto a secco presso i resti di una tomba di giganti nuragica e dell'omonimo nuraghe monotorre, inoltre sono stati ritrovati un centinaio di frammenti di statue antropomorfe iconiche e aniconiche ottenute dall'ignimbrite locale, reimpiegate in opera in un muretto a secco.
- Il piano nobile: Il primo livello del palazzo è occupato dal piano nobile. Due sale sono impreziosite dalle sontuose carte da parati ottocentesche della manifattura Joseph Dufour, “Festa della Grecia e dei giochi olimpici” e “Monumenti di Parigi”.